# Sébastien Le Prestre de Vauban
Sébastien Le Prestre de Vauban, francoski vojaški inženir, arhitekt in maršal, * 15. maj 1633, † 30. marec 1707.